# Il giro di vite
Il giro di vite (The Turn of the Screw) è un racconto o novella dell'orrore scritto da Henry James, apparso originariamente a puntate nel 1898 sulla rivista Collier's Weekly dal 27 gennaio al 16 aprile. Il racconto fu pubblicato nell'ottobre 1898 nel libro Two Magics, edito a New York da MacMillan e a Londra da Heinemann.
Classificato sia come storia di fantasmi sia nel genere gotico, la novella ha come protagonista una governante che, occupandosi di due bambini in una remota magione nella campagna inglese, finisce per convincersi che siano posseduti dalle anime di due malvagi individui defunti. Nel secolo che seguì la pubblicazione di Il giro di vite il testo divenne la pietra angolare degli studi accademici che fondarono il movimento del New Criticism. Il racconto ha conosciuto differenti interpretazioni, spesso mutualmente escludentesi; gli studiosi hanno cercato di determinare l'esatta natura del Male insinuatosi nella storia. Comunque, altri hanno suggerito che la genialità della trama risulti proprio dalla sua intrinseca abilità nel creare un intimo senso di confusione e suspense nel lettore.
Il racconto è stato adattato numerose volte: in drammi radiofonici, film, sui palcoscenici, nell'opera da camera omonima di Benjamin Britten nel 1954, nel film con l'attrice Deborah Kerr del 1961 Suspense.

## Trama
Qualche giorno dopo la vigilia di Natale, un narratore anonimo ascolta l'amico Douglas mentre legge un manoscritto vergato da un'ex istitutrice che Douglas sostiene di aver conosciuto, e che ora è morta. Il testo racconta la storia di come ella fosse stata assunta da un ricco uomo d'affari che aveva la custodia dei suoi due nipoti, un bambino e una bambina, dopo la morte dei loro genitori. Egli viveva principalmente a Londra ma possedeva una grande casa in campagna, a Bly, nell'Essex. Lo zio, inoltre, non era interessato a occuparsi di persona dell'educazione dei nipoti.
La giovane istitutrice accetta l'offerta di lavoro. Il suo compito è semplice, anche se non privo di responsabilità. I due bambini sono Miles, di nove anni, e Flora, di otto, precedentemente affidati dallo zio alle cure di una prima istitutrice, morta però in circostanze misteriose. La condizione imposta all'istitutrice dallo zio al momento dell'assunzione è solo una: per qualunque motivo o accadimento, egli non vuole essere interpellato, e quindi ogni incombenza dovrà essere risolta dalla donna. Nel primo e unico incontro dell'istitutrice con lo zio, la donna rimane colpita dall'uomo e si propone di non deludere le sue aspettative.
L'istitutrice, giunta nella dimora estiva nell'Essex, fa la conoscenza della piccola Flora, che vive a Bly affidata momentaneamente alle cure della governante, Mrs. Grose. Miles presto fa ritorno dal collegio scolastico alla dimora, dove è già pervenuta una lettera del preside in cui si afferma che il bambino è stato espulso. Miles non parla mai dell'argomento, e l'istitutrice esita a trovare il modo di affrontarlo. Nelle congetture e paure dell'istitutrice, c'è l'idea di un torbido segreto dietro il suo allontanamento, ma lei è talmente affascinata dal comportamento adorabile del fanciullo, che rinuncia a insistere sulla questione. I due bambini sono educati e di buone maniere, dotati di un'intelligenza e di una ricettività fuori dal comune. Presto, però, la quiete viene turbata. Attorno alla casa di Bly, l'istitutrice vede due persone che non conosce: un uomo con i baffi ed i capelli rossi e una donna dal viso pallidissimo e vestita a lutto. Queste figure appaiono e poi svaniscono senza essere viste dagli altri domestici. La donna comincia a sospettare che possa trattarsi di entità soprannaturali. Dopo essersi confidata con la signora Grose, l'istitutrice apprende che le due figure corrispondono a quelle di Miss Jessel, la prima istitutrice dei ragazzi, e di Peter Quint, il maggiordomo e suo amante, entrambi periti in circostanze oscure. Scopre inoltre che i bambini trascorrevano molto tempo con entrambi, un fatto che per lei assume un significato inquietante allorché comincia a convincersi che i bambini siano segretamente consapevoli della presenza dei due spettri.
Più tardi, senza permesso, Flora lascia la casa mentre Miles suona la musica per l'istitutrice. Quando la donna si accorge dell'assenza di Flora, inizia a cercarla assieme a Mrs. Grose.  La trovano in un gazebo in riva al lago: l'istitutrice è persuasa che Flora stesse parlando col fantasma di Miss Jessel. Ma quando finalmente ne parla con la bambina, quest'ultima nega ostinatamente di averla mai rivista. Per ordine dell'istitutrice, Miss Grose porta Flora dallo zio, lasciandola sola con Miles. Quella notte, finalmente, Miles rivela alla donna il motivo della sua espulsione: in quel momento il fantasma di Quint appare alla finestra all'istitutrice. Lei protegge Miles, che tenta di vedere lo spettro. L'istitutrice assicura al bambino che ormai lui non è più posseduto dal fantasma. Poi scopre che Miles è morto tra le sue braccia, e il fantasma è andato via.

## Temi maggiori
Nel corso della sua carriera Henry James è sempre stato attratto dalle storie di fantasmi, benché il suo modo di trattare l'argomento fosse distante dagli stereotipi legati al genere. La sua concezione di fantasma era un'estensione della realtà quotidiana, e Il giro di vite non fa eccezione a questa metodologia. Il giro di vite è particolarmente ispirato allo stile della letteratura gotica. Tale ispirazione è rinforzata sia dall'enfasi posta sulla descrizione dell'antica costruzione in cui il romanzo è ambientato, sia nell'utilizzo dell'elemento della luce nel descrivere le forze soprannaturali. Il personaggio dell'istitutrice fa un riferimento diretto a I misteri di Udolpho, di Ann Radcliffe, e indirettamente al romanzo Jane Eyre, evocando un confronto non soltanto con la sua protagonista, ma anche con il personaggio di Bertha, la donna malata di mente isolata a Thornfield.

## Nella cultura di massa
Nella seconda stagione della serie televisiva Lost, una copia del romanzo è presente su uno scaffale all'interno della stazione 3 del Progetto DHARMA.

## Edizioni italiane
- trad. di Gerolamo Lazzeri, Collana I Grandi Narratori, Rizzoli, Milano, 1934
- trad. di Bruno Tasso, Collana BUR, Rizzoli, Milano, 1959; con prefazione di Vittorino Andreoli, 2002
- trad. di Emma Claudia Pavesi, Baldini e Castoldi, Milano, 1962
- trad. di Federico Valli, De Carlo, Roma, 1973
- trad. di Elio Maraone, Introduzione di Franco Cordelli, Garzanti, Milano, 1974
- trad. di Fausta Cialente, Collana Scrittori tradotti da scrittori n. 11, Einaudi, Torino, 1985
- trad. e cura di Alex R. Falzon, con un saggio di Harold Bloom, Collana Oscar, Mondadori, Milano, 1989
- trad. di Elisabetta Valdré, Vignola, Roma, 1997
- trad. di Gioia Angiolillo Zannino, a cura di Viola Papetti, introduzione di Pietro Citati, BUR, Milano, 1997
- trad. di Gianni Pilo, Newton Compton, Roma, 2004
- a cura di Nadia Fusini, La Repubblica, Roma, 2004; SE, Milano, 2013
- a cura di Giovanna Mochi, Marsilio, Venezia, 2007
- a cura di Paola Artioli, RL, Santarcangelo di Romagna, 2011; Introduzione di Carlo Pagetti, Roma, Fanucci, 2023
- letto da Sonia Bergamasco, commentato da Emanuele Trevi, con un contributo di Fabrizio Gifuni, Loescher, Torino, 2014 (ed. audio)
- trad. Barbara Gambaccini, Collana Highlander, Massa, Edizioni Clandestine, 2016, ISBN 978-88-659-6608-2
- trad. e cura di Luigi Lunari, Collana UEF. I Classici, Milano, Feltrinelli, 2017
- trad. Luca Manini, Collana I Classici, Milano, Bompiani, 2018, ISBN 978-88-4529-742-7; Firenze, Giunti, 2019
- trad. Chiara Messina, Montirone (Brescia), Nua Edizioni, 2020, ISBN 978-88-313-9929-6.

## Adattamenti

### Versioni cinematografiche e televisive
Il romanzo è stato portato sullo schermo varie volte:
| Anno | Film                                                           | Note                                 |
| ---- | -------------------------------------------------------------- | ------------------------------------ |
| 1955 | The Turn of the Screw, episodio della serie Omnibus            |                                      |
| 1956 | The Innocents, episodio della serie ITV Play of the Week       |                                      |
| 1957 | The Others, episodio della serie Matinee Theater               |                                      |
| 1958 | The Turn of the Screw, episodio della serie Folio              |                                      |
| 1959 | The Turn of the Screw, episodio della serie Startime           |                                      |
| 1961 | Suspense (The Innocents)                                       |                                      |
| 1962 | Die sündigen Engel                                             | Film televisivo                      |
| 1971 | Improvvisamente, un uomo nella notte (The Nightcomers)         | Prequel del racconto Il giro di vite |
| 1974 | The Turn of the Screw                                          | Film televisivo                      |
| 1974 | Le tour d'écrou, episodio della serie Nouvelles de Henry James |                                      |
| 1981 | Otra vuelta de tuerca                                          | Miniserie televisiva                 |
| 1982 | The Turn of the Screw                                          | Film televisivo                      |
| 1985 | Otra vuelta de tuerca                                          |                                      |
| 1989 | The Turn of the Screw, episodio della serie Nightmare Classics |                                      |
| 1990 | The Turn of the Screw - Die Drehung der Schraube               | Film televisivo                      |
| 1991 | The Turn of the Screw: Britten                                 | Film televisivo                      |
| 1992 | Presenze (The Turn of the Screw)                               |                                      |
| 1994 | The Turn of the Screw                                          | Film televisivo                      |
| 1995 | The Haunting of Helen Walker                                   | Film televisivo                      |
| 1999 | Presence of Mind                                               |                                      |
| 1999 | The Turn of the Screw                                          | Film televisivo                      |
| 2001 | Le tour d'écrou                                                | Film televisivo                      |
| 2002 | The Turn of the Screw                                          | Film televisivo                      |
| 2003 | The Turn of the Screw                                          |                                      |
| 2004 | Turn of the Screw by Benjamin Britten                          | Film televisivo                      |
| 2006 | In a Dark Place                                                |                                      |
| 2009 | Il mistero del lago                                            | Film televisivo                      |
| 2009 | The Turn of the Screw                                          | Film televisivo                      |
| 2012 | The Turn of the Screw                                          | Uscito in home video                 |
| 2013 | The Turn of the Screw                                          | Film televisivo                      |
| 2014 | Le Tour d'écrou                                                | Film televisivo                      |
| 2015 | Através da Sombra                                              |                                      |
| 2016 | La tutora                                                      |                                      |
| 2017 | The Turn of the Screw                                          | Uscito in home video                 |
| 2020 | The Turning - La casa del male (The Turning)                   |                                      |
| 2020 | The Turn of the Screw                                          | Uscito in home video                 |
| 2020 | The Turn of the Screw                                          | Uscito in home video                 |
| 2020 | Turn of the Screw                                              |                                      |
| 2020 | The Haunting of Bly Manor                                      | Serie televisiva                     |
| 2021 | The Turn of the Screw                                          |                                      |
| 2021 | The Turn of the Screw                                          | Film televisivo                      |

### Versioni radiofoniche
- Il giro di vite  radiodramma; adattamento e regia di Giuseppe Rocca, realizzato negli studi RAI di Torino per Radio3, 1976. Interpreti: Milena Vukotic (Istitutrice), Wilma D'Eusebio (Signora Grose), Guido Rimonda (Miles), Elena Procchio (Flora).

### Versioni musicali
- Il giro di vite (The Turn of the Screw) opera in un prologo e due atti di Benjamin Britten, su libretto di Myfanwy Pipe, rappresentata per la prima volta nel 1954-

### Versioni a fumetti
- Guido Crepax ne ha tratto un fumetto pubblicato, con prefazione di Emilio Tadini, da Olympia Press Italia, Milano, 1989.